# 我們結婚了 (第三季)
本列表為《我們結婚了》第三季的每集節目列表。

## 節目
自2011年4月9日起，除原本的KHUNTORIA外，又找來鯨魚夫婦（咸慇晶（T-ara）和李章宇），元素夫婦（朴素賢和金元俊（M4））以及物理夫婦（權梨世和David Oh），總計四對夫婦開啟第三季的節目。爾後物理夫婦與KHUNTORIA先後下車，製作單位又找來利特與姜素拉組成「酒窩夫婦」。

## 鯨魚夫婦
- 𤨒晶（T-ara）與李章宇－鯨魚夫婦、友情夫婦，共52回
- 𤨒晶對李章宇的暱稱為「將軍大人」（장군님）。
- 兩人稱呼對方為「老公/老婆」。
- 在韓國稱為「友情夫婦」（우정부부），中國粉絲稱為「鯨魚夫婦」。
- 兩人是所有夫婦之中身體接觸和kiss最多的一對，表現亦十分自然。
- 2011年3月30日，開始第一次的節目拍攝，由於兩人在出演前只有女方知道男方身份，使得見面時充滿驚喜。
- 2011年4月9日正式播出首集，兩人活潑逗趣的見面，吸引了大眾的目光。
- 2011年9月1日《Bo Peep Bo Peep》日文版音樂影片於日本的Space Shower TV發布，MV男主角為李章宇。
- 2011年9月15日，兩人首次合作拍攝MV，為Zia的〈我就是這樣〉MV[1]。
- 2011年12月31日，和亞當夫婦，維尼夫婦和酒窩夫婦主持2011年《MBC歌謠大戰》，更同台一起表演T-ara的曲目〈Roly Poly〉。
- 2012年7月27日，在KBS《音樂銀行》，咸慇晶作為特別主持人，主持一小段，而李章宇本身就是該節目的主持人，兩人同台主持，默契十足。
- 由於兩人是韓國東國大學戲劇系的前後輩（李章宇46屆、𤨒晶48屆），血型同為O型，同樣是獨生子女，因此劇組在節目初期經常以此為話題。
- 於2012年8月10日拍攝最後一集，當天剛巧是鯨魚夫婦500天和第50集，回到東國大學。
- 2012年8月25日播出最後一集。
- 雖然曾因MBC罷工導致節目停播數月，但2人相處的日子（2011年3月30日-2012年8月10日，共500日）是節目開播以來日子最長的夫婦。
- 李章宇為𤨒晶創作了〈於心不忍的話〉這首歌送給𤨒晶作為最後一份禮物，是由李章宇公司Made-M的作曲家Minuki作曲作詞編曲的，李章宇參與作詞的部份，訴說李章宇對𤨒晶不捨之情，音源在最後一次放送後一個鐘頭後公開。
- 2012年9月7日及14日，李章宇首次在《音樂銀行》中演唱〈於心不忍的話〉。

| 集數 | 播出日期   | 標題                                   | 備註                                                                           |
| ---- | ---------- | -------------------------------------- | ------------------------------------------------------------------------------ |
| 01   | 2011/04/09 | 初次見面（上）                         | 兩人在小劇場的初次浪漫見面，李章宇的口哨實力和「小白馬」                       |
| 02   | 2011/04/16 | 初次見面（下）                         | 棒球遊戲，𤨒晶勝，要求李章宇唱歌                                               |
| 03   | 2011/04/23 | 新婚旅行—盈德（上）                    | 李章宇的第二個家，用飛標遊戲定下到哪裡旅行，擲中尚慶北，南道                   |
| 04   | 2011/04/30 | 新婚旅行—盈德（中）                    | 兩人耍小脾氣，美味的晚餐                                                       |
| 05   | 2011/05/07 | 新婚旅行—盈德（下）                    | 李章宇的「驚懼」電影，李章宇的申告式，情侶睡衣                                 |
| 06   | 2011/05/14 | 校園約會—東國大學（上）                | 二人首次二重唱                                                                 |
| 07   | 2011/05/21 | 校園約會—東國大學（下）                | 𤨒晶想看李章宇忌妒，李章宇暴風演技                                             |
| 08   | 2011/05/28 | 我們的快樂之家                         | 露營車早餐，努力10分                                                           |
| 09   | 2011/06/04 | 今天是夫人做主（上）                   | 到水上樂園玩弄，滑梯上大聲互喊我愛你，水中競賽咸慇晶輸，李章宇願望愛情麵包比賽 |
| 10   | 2011/06/11 | 今天是夫人做主（中）                   | 李章宇游泳展示，幫老婆吹頭髮、煮飯                                             |
| 11   | 2011/06/18 | 今天是夫人做主（下）                   | 腳底按摩，撥打電話請教Alex                                                     |
| 12   | 2011/06/25 | 將軍難忘的生日（上）                   | 𤨒晶的驚喜海帶湯，情侣戒指不見了                                               |
| 13   | 2011/07/02 | 將軍難忘的生日（下）                   | 生日慶祝舞蹈，露營情侶椅禮物，海邊搖控煙火秀，下雨了                           |
| 14   | 2011/07/09 | 馬來西亞之渡蜜月旅行（上）             | 6/14 Kiss Day，「柔軟柔軟」，跳水，水中自拍                                    |
| 15   | 2011/07/16 | 馬來西亞之渡蜜月旅行（中）             | 冰淇淋求婚記，笨豬跳比賽𤨒晶輸掉，李章宇獲得面上bobo，club的不愉快             |
| 16   | 2011/07/23 | 馬來西亞之渡蜜月旅行（下）             | 李章宇把咸慇晶埋在沙中，偷偷吻了咸慇晶的臉，與外籍夫婦午餐約，釣魚失敗         |
| 17   | 2011/07/30 | 有了水泥房                             | 新屋打掃，兩人互相撒嬌，好友在民幫忙                                           |
| 18   | 2011/08/06 | 佈置新婚房                             | 做家具，買東西，李章宇的閃閃盒子和Pepero禮物                                   |
| 19   | 2011/08/13 | 搬家宴（上）                           | 芝妍、居麗、昭妍（T-ara）來訪                                                  |
| 20   | 2011/08/20 | 搬家宴（中）                           | Fany來訪，送情侶內衣當搬家宴的禮物                                             |
| 21   | 2011/08/27 | 搬家宴（下）                           | 𤨒晶因為李章宇拍攝MV中的親密戲生氣，DJ遊戲                                     |
| 22   | 2011/09/03 | 體驗CLUB                               | 𤨒晶Club新手，互相妒忌                                                         |
| 23   | 2011/09/10 | 和朋友們一起去MT（上）                 | 前「五少女」及「T-ara」成員知元（現為SPICA成員）登場                           |
| 24   | 2011/09/17 | 和朋友們一起去MT（中）                 | 𤨒晶選越野車拍擋的時候不選李章宇，李章宇生氣，看到李章宇幫知元整理衣服時吃醋   |
| 25   | 2011/09/24 | 和朋友們一起去MT（下）                 | 美食比賽，申告式遊戲，李章宇對咸慇晶唱情歌，哄咸慇晶                           |
| 26   | 2011/10/01 | 拍攝MV（上）                           | 擔任Zia《我就是這樣 （页面存档备份，存于）》MV男女主角                         |
| 27   | 2011/10/08 | 拍攝MV（下）                           | 擔任Zia《我就是這樣》MV男女主角，第一次嘴上Kiss                                |
| 28   | 2011/10/15 | 養生日記—市場篇                        | 購買五味子，李章宇人氣爆發                                                     |
| 29   | 2011/10/22 | 養生日記—瑜珈篇（上）                  | 𤨒晶對漂亮的瑜珈老師妒忌爆發                                                   |
| 30   | 2011/11/05 | 養生日記—瑜珈篇（下）、拜訪婆婆        | 𤨒晶到健身舞教室拜訪婆婆，和婆婆一起跳《Roly Poly》                            |
| 31   | 2011/11/12 | 婆婆來訪（上）                         | 準備野菜拌飯                                                                   |
| 32   | 2011/11/19 | 婆婆來訪（下）                         | 看李章宇相簿、小倆口跳《Bo Peep Bo Peep》                                      |
| 33   | 2011/11/26 | 李章宇的秘密約會                       | 李章宇瞞著𤨒晶與𤨒晶媽媽約會，使不知情的𤨒晶生悶氣                             |
| 34   | 2011/12/03 | 岳母的拜訪、與岳母的露營（上）         | 李章宇給𤨒晶的禮物，和岳母十分合拍，咸慇晶被放在一旁                           |
| 35   | 2011/12/10 | 岳母的拜訪、與岳母的露營（下）         | 𤨒晶向媽媽的告發，李章宇給岳母彈結他，飯後兩人散步                             |
| --   | 2011/12/24 | 年末特輯（上）                         | 與元素夫婦、酒窩夫婦一同參與                                                   |
| --   | 2011/12/31 | 年末特輯（下）                         | 與元素夫婦、酒窩夫婦一同參與                                                   |
| 36   | 2012/01/07 | 夫人特别的生日                         | 李章宇給𤨒晶的驚喜－人生第一次寫的信                                           |
| 37   | 2012/01/14 | 夫人的一日經理人（上）                 | 探訪夫人拍攝《Lovey Dovey》MV現場                                              |
| 38   | 2012/01/21 | 夫人的一日經理人（下）                 | 李章宇做家務，到拍攝現場請教大小姨子（T-ara）                                  |
| 39   | 2012/03/03 | 給受了傷的夫人一個驚喜旅行             | 雪地旅行，一起餵羊，在山頂上玩雪橇，釣魚等事                                   |
| 40   | 2012/03/17 | 李章宇的一日私家看護（上）、嫉妒戰     | 李章宇為𤨒晶煮食，𤨒晶床照，李章宇音樂劇和小姨子bobo事件？                     |
| 41   | 2012/03/24 | 李章宇的一日私家看護（中）、美甲店之旅 | 李章宇第一次美甲，𤨒晶靜撥打電話給人在美甲店2F的Suzy（miss A），李章宇誘發妒忌 |
| 42   | 2012/03/31 | 李章宇的一日私家看護（下）、風車之旅   | 李章宇與𤨒晶互相寫信，整作成風車                                               |
| 43   | 2012/06/16 | 慶祝結婚一週年/會親家旅行（上）        | 前往印尼                                                                       |
| 44   | 2012/06/23 | 慶祝結婚一週年/會親家旅行（中）        | 玩浮潛，透過電話和雙方爸爸通話，買禮物，試禮服                                 |
| 45   | 2012/06/30 | 慶祝結婚一週年/會親家旅行（下）        | 龍目島式婚禮，兩次嘴上BOBO                                                     |
| 46   | 2012/07/07 | 減肥為了好身材                         | 學習鋼管舞                                                                     |
| 47   | 2012/07/14 | 健康計劃、公園約會                     | 學習鋼管舞，紙杯午餐，打籃球，𤨒晶的生日禮物驚喜                               |
| 48   | 2012/07/21 | 拜訪、參觀酒窩夫婦的房子               | 房屋租約到期了，組成「詐騙集團夫妻檔」                                         |
| 49   | 2012/08/18 | 沒有房子的悲哀                         | 向酒窩夫婦坦誠，在狂風暴雨中的晚餐                                             |
| 50   | 2012/08/25 | 電影般的最後瞬間                       | 最終眼淚決堤，章宇唱《於心不忍的話 （页面存档备份，存于）》給𤨒晶              |

## 元素夫婦
- 金元俊（M4）與朴素賢－元素夫婦，共38回
- 彼此親密互稱帥瓜（帥氣的傻瓜）、漂夫（漂亮的夫人）
- 2012年1月14日播出最後一集。

| 集數 | 播出日期   | 標題                                        | 備註                                                       |
| ---- | ---------- | ------------------------------------------- | ---------------------------------------------------------- |
| 01   | 2011/04/09 | 18年朋友昇華成夫妻，簡單婚禮儀式（上）      | 本集就有親臉                                               |
| 02   | 2011/04/16 | 18年朋友昇華成夫妻，簡單婚禮儀式（下）      |                                                            |
| 03   | 2011/04/23 | 乘坐時光機回到1993初相識的地方（上）        | 高空示愛                                                   |
| 04   | 2011/04/30 | 乘坐時光機回到1993初相識的地方（下）        |                                                            |
| 05   | 2011/05/07 | 即興的新婚之旅－菲律賓宿霧（上）            |                                                            |
| 06   | 2011/05/14 | 即興的新婚之旅－菲律賓宿霧（中）            |                                                            |
| 07   | 2011/05/21 | 即興的新婚之旅－菲律賓宿霧（下）            | 元俊送情侶手表和戒指                                       |
| 08   | 2011/05/28 | 新婚生活開始前想確認的事－認識不知道的彼此  | 參觀元俊工作室、見素嫻好友朴美善及意外出現的柳時元         |
| 09   | 2011/06/04 | 續前一集、Looking For新婚房                 |                                                            |
| 10   | 2011/06/11 | 入住新屋                                    | K.Will和金亨俊拜訪新屋                                     |
| 11   | 2011/06/18 | 一起買新婚用品                              |                                                            |
| 12   | 2011/06/25 | 新婚用品入屋                                |                                                            |
| 13   | 2011/07/02 | 素嫻為元俊M4演唱會做便當                    | 有兩個小幫手                                               |
| 14   | 2011/07/09 | 送達愛心便當+聽老公演唱會                   |                                                            |
| 15   | 2011/07/16 | 演唱會特別篇+保養旅行起程                   |                                                            |
| 16   | 2011/07/23 | 保養旅行之韓方醫院                          | 健康檢查                                                   |
| 17   | 2011/07/30 | 保養旅行之普門觀光地                        | 自行車、鴨子船、熱氣球                                     |
| 18   | 2011/08/06 | 與元俊姪女的首爾小逛（上）                  |                                                            |
| 19   | 2011/08/13 | 與元俊姪女的首爾小逛（下）+夫婦休息日（上） |                                                            |
| 20   | 2011/08/20 | 夫婦休息日（中）之縫紉趣                    |                                                            |
| 21   | 2011/08/27 | 夫婦休息日（下）之晚餐趣                    |                                                            |
| 22   | 2011/09/03 | 雙夫婦出遊（上）                            | 與元俊死黨金振表、伊珠蓮夫婦和一對兒女                     |
| 23   | 2011/09/10 | 雙夫婦出遊（下）                            | 幫忙顧孩子                                                 |
| 24   | 2011/09/24 | 全羅南道靈岩的一日                          | 摘無花果和F1賽車道                                         |
| 25   | 2011/10/01 | 繪製家訓（上）                              |                                                            |
| 26   | 2011/10/08 | 繪製家訓（下）                              |                                                            |
| 27   | 2011/10/15 | 喬遷宴（上）                                |                                                            |
| 28   | 2011/10/22 | 喬遷宴（中）                                |                                                            |
| 29   | 2011/11/05 | 喬遷宴（下）                                | 童顏早餐，廚房芭蕾舞                                       |
| 30   | 2011/11/12 | 童顏體操                                    | 鶴show                                                     |
| 31   | 2011/11/19 | 搬家的日子和元素兩百天                      |                                                            |
| 32   | 2011/11/26 | 元素夫婦野營的日子（上）                    |                                                            |
| 33   | 2011/12/03 | 元素夫婦野營的日子（中）                    |                                                            |
| 34   | 2011/12/10 | 元素夫婦野營的日子（下）                    |                                                            |
| 35   | 2011/12/17 | 元素夫婦廚藝賽                              |                                                            |
| --   | 2011/12/24 | 我們結婚了 年末特輯（上）                   | 親吻大比拼等                                               |
| --   | 2011/12/31 | 我們結婚了 年末特輯（下）                   | 撒嬌大比拼等                                               |
| 36   | 2012/01/14 | 元素夫婦離別特輯                            | 溜冰場激情无限、最后時刻唯美告白、曖味結束語引發交往說猜想 |

## 物理夫婦
David Oh與權梨世 ( Ladies code ) －物理夫婦、吳權夫婦，共13回
- 官方名稱為「物理夫婦」，亦有粉絲以「吳權夫婦」稱之。
- 男方本名為吳志勳，美籍韓裔；女方權梨世則是日籍韓裔，2009年韓國小姐。兩人都出身自韓國節目「偉大的誕生」。
- 吳志勳曾以「 David Oh喜歡權梨世，不是普通朋友 」評論兩人的曖昧情愫，而權梨世則是在媒體問到兩人緋聞時以「這是秘密」結束提問，留給觀眾無限的猜測和期待。
- 2011年9月17日播出最後一集。
- 2014年9月7日物理夫婦的夫人、Ladies code 成員權梨世因車禍重傷，在進行三次大手術、昏迷四天後，於9月7日逝世，終年23歲。

| 集數 | 播出日期   | 標題                       | 備註             |
| ---- | ---------- | -------------------------- | ---------------- |
| 01   | 2011/06/18 | 我們初次見面               |                  |
| 02   | 2011/06/25 | 第一次合作舞台和第一次約會 |                  |
| 03   | 2011/07/02 | 第二次約會                 |                  |
| 04   | 2011/07/09 | 弘大約會                   |                  |
| 05   | 2011/07/16 | 3D畫展+遊樂場（一）        |                  |
| 06   | 2011/07/23 | 遊樂場（二）               | 正式成為假想夫婦 |
| 07   | 2011/07/30 | 第一次下廚                 |                  |
| 08   | 2011/08/06 | 夫婦的第一次旅遊（上）     |                  |
| 09   | 2011/08/13 | 夫婦的第一次旅遊（下）     |                  |
| 10   | 2011/08/20 | 成為丈夫（妻子）的造型師   |                  |
| 11   | 2011/09/03 | 偶像運動會前訓練（上）     |                  |
| 12   | 2011/09/10 | 偶像運動會前訓練（下）     |                  |
| 13   | 2011/09/17 | 偶像運動會、離別           |                  |

## 酒窩夫婦
- 利特（Super Junior）與姜素拉－酒窩夫婦、素洙夫婦，共31回
- 由於兩人皆有酒窩因此被稱為「酒窩夫婦」，另外也有粉絲取兩人名字暱稱其為「素洙夫婦」。
- 據製作組表示，由於節目在年輕人及海外國家很受歡迎，因此挑選韓流偶像Super Junior利特出演。
- 這同時也是Super Junior自第一季的強仁後第二名成員參加演出。
- 2011年12月31日，於MBC歌謠大戰與另外3對夫婦同台擔任主持。
- 2012年9月8日播出最後一集。
- 2012年，在MBC年度演藝大賞中，利特與演員姜素拉獲得綜藝節目部門的「人氣獎」。

| 集數 | 播出日期   | 長度  | 標題                                         | 備註 |
| ---- | ---------- | ----- | -------------------------------------------- | --- |
| 01   | 2011/10/08 | 32:06 | 我們初次見面（上）                           | 利特於《Show! 音樂中心》向粉絲及其他歌手宣佈喜訊；獨自來到電影院的利特與素拉展開第一次接觸，東海、銀赫、晟敏、圭賢為兩人準備祝賀表演「Sorry Sorry」            |
| 02   | 2011/10/15 | 34:36 | 我們初次見面（中）                           | 在兩人陷入無止境的尷尬時，東海、銀赫、晟敏、圭賢為打破僵局以「Fighting Junior」身分再度登場，促使兩人有了初次的眼神交換，決定彼此的愛稱與彼此對對方的期許。    |
| 03   | 2011/10/22 | 35:22 | 我們初次見面（下）                           | 利特帶素拉到高級餐廳欣賞夜景並用膳，飯後利特以電子琴為素拉演奏了經典的《Kiss the rain》以及電影《不能說的秘密》鬥琴片段中使用的蕭邦黑鍵練習曲。                |
| 04   | 2011/11/05 | 24:34 | 王子探班去                                   | 利特前往KBS日日劇《我們家的女人們》拍攝地點為素拉探班，並客串演出路人甲，探班之餘還與素拉劇中男友崔敏成上演攻防戰。                                            |
| 05   | 2011/11/12 | 26:13 | 不要離開我                                   | 利特陪素拉前往機場，還把繡有自己名字的SJ專用工作服送給素拉，兩人約定要在接下來的行程中趁機在鏡頭前做約定的手勢。利特在目送素拉離去後，秘密登機給素拉驚喜。     |
| 06   | 2011/11/19 | 25:19 | 素拉的驚喜約會（上）                         | 以學生制服造型登場的素拉秘密地策畫約會行程，兩人搭乘公車前往利特母校，素拉偷偷地為利特準備了鋼琴表演，並和利特四手聯彈。                                       |
| 07   | 2011/11/26 | 22:48 | 素拉的驚喜約會（中）                         | 兩人一同創作第一首歌《午餐時間》（점심시간）。爾後，欣賞利特高中畢冊與成績單，並接受後輩提問。最後兩人前往頂樓，素拉預先為即將前往紐約表演的利特送行。                 |
| 08   | 2011/12/03 | 34:35 | 素拉的驚喜約會（下）、利特紐約之行           | 兩人玩採訪遊戲，酒窩夫婦首次牽手；利特到紐約進行SMTOWN演唱會，將行程錄成影片與素拉分享。                                                                       |
| 09   | 2011/12/10 | 35:11 | 演唱會行前應援                               | 素拉於Super Junior演唱會《Super Show 4》前秘密現身彩排會場，為Fighting Junior佈置照料特新郎之任務，並約定以聯誼會作為回報。                                    |
| 10   | 2011/12/17 | 41:29 | 演唱會上的驚喜                               | 素拉前往觀賞SJ演唱會《Super Show 4》，特新郎於個人表演時為素拉準備了戒指並當眾求婚；演唱會結束後素拉與Fighting Junior表演SJ舞蹈為利特應援。                    |
| --   | 2011/12/24 | 64:21 | 年末特輯（上）                               | 與元素夫婦、鯨魚夫婦一同參與，進行巧克力棒BOBO、測謊機考驗、以及為另一半所準備的表演等遊戲。（特別來賓：金信英、Lizzy（After School）、晟敏（Super Junior））  |
| --   | 2011/12/31 | 61:03 | 年末特輯（下）                               | 邀請三對夫婦的熟人作影子談話、夫婦真心話大公開等遊戲。（特別來賓：金信英、Lizzy（After School）、晟敏（Super Junior））                                        |
| 11   | 2012/01/07 | 34:03 | 酒窩夫婦的甜蜜新家                           | 遷入水泥房、制定新家十誡，並為新家添購家具。 |
| 12   | 2012/01/14 | 12:17 | 酒窩夫婦的辣年糕                             | 素拉扮演美國學生試吃韓國傳統食物辣年糕、酒窩夫婦互相按摩。 |
| 13   | 2012/01/21 | 45:32 | Fighting Junior的聯誼會（上）                | 素拉實現幫Fighting Junior小叔們辦聯誼會的約定，並以摸鬢角作為喜歡的代號。                                                                                      |
| 14   | 2012/01/28 | 68:38 | Fighting Junior的聯誼會（下）                | 舉行第一階段CP保齡球大賽，最後確定最終CP。 |
| 15   | 2012/03/03 | 16:20 | 酒窩夫婦的塔羅牌                             | 酒窩夫婦去算塔羅牌，談論到親親（BOBO）話題。 |
| 16   | 2012/03/10 | 63:14 | Double couple去遊樂園（上）                  | 裝飾酒窩小窩，幫東海和恩書的第一次約會。 |
| 17   | 2012/03/17 | 37:33 | Double couple去遊樂園（下）                  | 在遊樂園玩刺激的遊樂設施，恩書因頒獎典禮先離開，東海護送到場，留下酒窩夫婦在遊樂園。                                                                           |
| 18   | 2012/03/24 | 46:04 | 東海和恩書的晚餐                             | 東海和恩書共進晚餐，酒窩夫婦在小房間觀看。 |
| 19   | 2012/03/31 | 46:21 | 酒窩夫婦的新家人                             | 酒窩夫婦選擇了4條尼莫作為新家人。 |
| 20   | 2012/06/16 | 28:03 | 酒窩之家的重逢、夫婦試穿舞衣                 | 甜蜜重逢，素拉爱利特的胸肌。 |
| 21   | 2012/06/23 | 33:03 | 兩人充滿熱情的探戈課                         | 兩人多次的身體接觸，酒窩夫婦親密擁抱練舞，利特為素拉按摩小腿。                                                                                                 |
| 22   | 2012/06/30 | 33:11 | 酒窩夫婦南怡島旅遊（上）                     | 兩個人第一次一起旅遊。 |
| 23   | 2012/07/07 | 34:45 | 酒窩夫婦南怡島旅遊（下）、素拉為利特慶祝生日 | 素拉親利特臉頰（初臉頰bobo）。 |
| 24   | 2012/07/14 | 30:50 | 酒窩夫婦拍攝婚紗照                           | 素拉雙親驚喜探望婚纱照拍攝（初額頭bobo）。 |
| 25   | 2012/07/21 | 48:03 | 酒窩夫婦見岳父岳母、詐騙夫婦（上）           | 利特和岳父唱歌；鯨魚夫婦來訪。（因播出進度問題，鯨魚夫婦詐騙事件乃酒窩夫婦於去完漢江游泳場玩水後當晚拍攝。）                                                   |
| 26   | 2012/08/18 | 15:34 | 詐騙夫婦（下）、新郎的一日經紀人（上）       | 鯨魚夫婦來訪；素拉做利特一日經紀人，利特、素拉和晟敏一起吃飯                                                                                                   |
| 27   | 2012/08/25 | 12:16 | 新郎的一日經紀人（下）、初次野營（上）       | 到漢江游泳場玩水，再次遇到晟敏；兩個人第一次去野營 |
| 28   | 2012/09/01 | 07:55 | 初次野營（下）                               | 兩人首次坐在吊床上和野外煮食，並開始感到後悔 |
| 29   | 2012/09/08 | 16:55 | 最後的離別                                   | 兩人回到酒窩小屋談及往事，並說出心底的想法；互贈禮物，兩人第一次，也是最後一次嘴上親親（kiss），最後利特先離開小屋，素拉跟隨其後，正式完結接近一年的婚姻生活。 |

## 外部連結
- 官方网站（韓國MBC）
- 官方网站（日本KNTV）（日語）
- 官方网站（台灣緯來戲劇台）（繁體中文）